# Liste der Monuments historiques in Saint-Orens-de-Gameville
Die Liste der Monuments historiques in Saint-Orens-de-Gameville führt die Monuments historiques in der französischen Gemeinde Saint-Orens-de-Gameville auf.

## Liste der Bauwerke
| Bezeichnung | Beschreibung   | Standort | Kennzeichnung | Schutzstatus | Datum | Bild           |
| ----------- | -------------- | -------- | ------------- | ------------ | ----- | -------------- |
| Kreuz       | 1587 errichtet | (Lage)   | PA00094471    | Inscrit      | 1965  | weitere Bilder |